# Рожново (Торопецкий район)
Рожново, ранее Рогово — деревня в Торопецком районе Тверской области. Входит в состав Кудрявцевского сельского поселения.

## География
Деревня расположена в 46 километрах к западу от города Торопец и в 7,5 километрах к северо-западу от деревни Озерец. Находится на правом берегу реки Кунья. Ближайший населённые пункты — деревня Василёво — 100 метров на юг.
Климат
Деревня, как и весь район, относится к умеренному поясу северного полушария и находится в области переходного климата от океанического к материковому. Лето с температурным режимом +15…+20 °С (днём +20…+25 °С), зима умеренно-морозная −10…−15 °С; при вторжении арктических воздушных масс до −30…-40 °С.
Среднегодовая скорость ветра 3,5—4,2 метра в секунду.

## История
На топографической карте Фёдора Шуберта 1867—1906 годов обозначены деревни Малая Рогова (2 двора) и Рогова (Екимова, Сопки, 3 двора).
В списке населённых мест Псковской губернии за 1885 год значится деревня Рогово (Екимово). Располагалась при реке Кунье в 40 верстах от уездного города. Входила в состав Баранецко-Озерецкой волости Торопецкого уезда. Имела 4 двора и 38 жителей.
На карте РККА 1923—1941 годов деревня обозначена под современным названием — Рожново. Имела 8 дворов.

## Население
| 2010 |
| ---- |
| 0    |

В 2002 году в деревне проживало 5 человек.
Национальный состав
Согласно результатам переписи 2002 года, в национальной структуре населения русские составляли 100 % от жителей.